# Brachydesmiella biseptata
Brachydesmiella biseptata är en svampart som beskrevs av G. Arnaud ex S. Hughes 1961. Brachydesmiella biseptata ingår i släktet Brachydesmiella, divisionen sporsäcksvampar och riket svampar.   Inga underarter finns listade i Catalogue of Life.